# Campionati europei di atletica leggera 1946 - Salto triplo
La gara del salto triplo maschile si tenne il 22 agosto 1946.

## Classifica finale
| Pos | Nome             | Nazione        | Misura | Note |
| --- | ---------------- | -------------- | ------ | ---- |
| 1   | Valdemar Rautio  | Finlandia      | 15.17  |      |
| 2   | Bertil Johnsson  | Svezia         | 15.15  |      |
| 3   | Arne Åhman       | Svezia         | 14.96  |      |
| 4   | Eugen Haugland   | Norvegia       | 14.70  |      |
| 5   | Hannes Sonck     | Finlandia      | 14.70  |      |
| 6   | Preben Larsen    | Danimarca      | 14.65  |      |
| 7   | Stefán Sörensson | Islanda        | 14.11  | NR   |
| 8   | Miroslav Řihošek | Cecoslovacchia | 13.77  |      |
| 9   | Denis Watts      | Regno Unito    | 13.49  |      |